# Hipódromo de Kelso
El Hipódromo de Kelso (en inglés: Kelso Racecourse) es un lugar para la celebración de carreras de caballos pura sangre situado en Kelso, en Escocia al norte del Reino Unido. Oficialmente se le describe como el hipódromo británico "más agradable". Fue votado como el mejor hipódromo Pequeño en Escocia y el norte de Inglaterra en 2007 y 2012 por el Club Racegoers. La primera reunión registrada en Kelso tuvo lugar en Caverton Edge en 1734. Las carreras también fueron posteriormente celebradas en Blakelaw. La primera piedra de los cimientos en la actual estructura en Berrymoss se colocó en el 12 de julio de 1822.